# The Elder Scrolls IV: Knights of the Nine
The Elder Scrolls IV: Knights of the Nine je oficiální plug-in pro hru The Elder Scrolls IV: Oblivion. Verzi pro Windows je k dispozici jako download, nebo jako součást Oblivion Downloadable Content Collection CD, které obsahuje i ostatní plug-iny.
Verze pro Xbox byla vydána 21. listopadu 2006. Samostatný plug-in pro PC verzi vyšel 4. prosince 2006.

## Příběh
Hráč se vydává na výpravu, při které musí získat Crusaders' Relics a porazit padlého krále Umarila. Členství v Knights of the Nine není automatické. Hráč nejprve musí podstoupit pouť po svatyních zasvěcených Nine Divines, aby se zbavil špatné pověsti (infamy). Pokud se během svého členství ve frakci dopustí nějakého zločinu a špatná pověst mu opět stoupne, musí dělat celou pouť znovu.

## Ostatní plug-iny
- Horse Armor – Před Imperial City, v Chestnut Hand Stables, si bude moct hráč koupit brnění pro koně. Na výběr je elfský a ocelový set.

- Orrery – Quest pro Magickou Guildu v Cyrodiilu. Hráč musí získat zpět části, které ukradli bandité a opravit Imperial Orrery, starověký trpasličí stroj s mystickými vlastnostmi.

- Wizards Tower – Přidává věž, která se nachází vysoko v Jeral Mountains. Je nejvyšším místem v Cyrodiilu a hodí se zejména pro magicky zaměřené hráče. Součástí věže jsou vnitřní zahrady se 130 rostlinami, vyvolávací kouzlo pro Atronacha, teleporty do magických guild a alchymistická laboratoř.

- Thieves Den – Přidává novou lokaci, starou pirátskou loď, která se hodí jako skrýš pro zloděje. Hráč získá možnost najmout obchodníky určené speciálně pro zloděje, vrahy a zločince. Spolu s tím přidává také 45 nových věci a 15 kouzel.

- Mehrunes Razor – Quest, při kterém se hráč vydává najít mocný Deadrický artefakt, Mehrunes Razor, ukrytý pod horami Valus.

- The Vile Lair – Přidává novou lokaci, podvodní úkryt. Lokace je vhodná zvláště pro hráče nakažené vampyrismem, protože zde budou mít možnost nakrmit se krví.

- Spell Tomes – Plug-in přidává do hry kouzelné knihy, po jejichž přečtení se hráč naučí nová silná kouzla.